# Альґот
Альґот або Альґаут (Algöt, Algaut) — король ґеатів, який правив у Вестерйотланді, Швеція.
Народився бл. 610 р. Літопис «Af Upplendinga konungum» згадує про те, що король ґеатів (Rex Getarum) Готрек одружився з Арлофою, донькою Олафа Проникливого, і у них народився син на ім'я Альґот.
Згідно зі скандинавськими сагами був останнім королем ґеатів.
Відповідно до збірки «Коло Земне» Сноррі Стурлусона, Альґот домовився про шлюб своєї доньки Гаутільдри (Gauthildr Algautsdóttir) із сином шведського конунга Анунда, сумнозвісним Інг'яльдом Підступним, який після смерті свого батька та вступу на престол був організатором найбільшого вбивства ґеатських і шведських королів для здійснення свої територіальних та владних амбіцій.
Бл. 640 р. Альґота та багатьох інших найзнатніших королів і вождів Інг'яльд запросив на тризну по загиблому батьку, а потім спалив живцем у своїй резиденції в будинку семи королів.